# Нестерівка (річка)

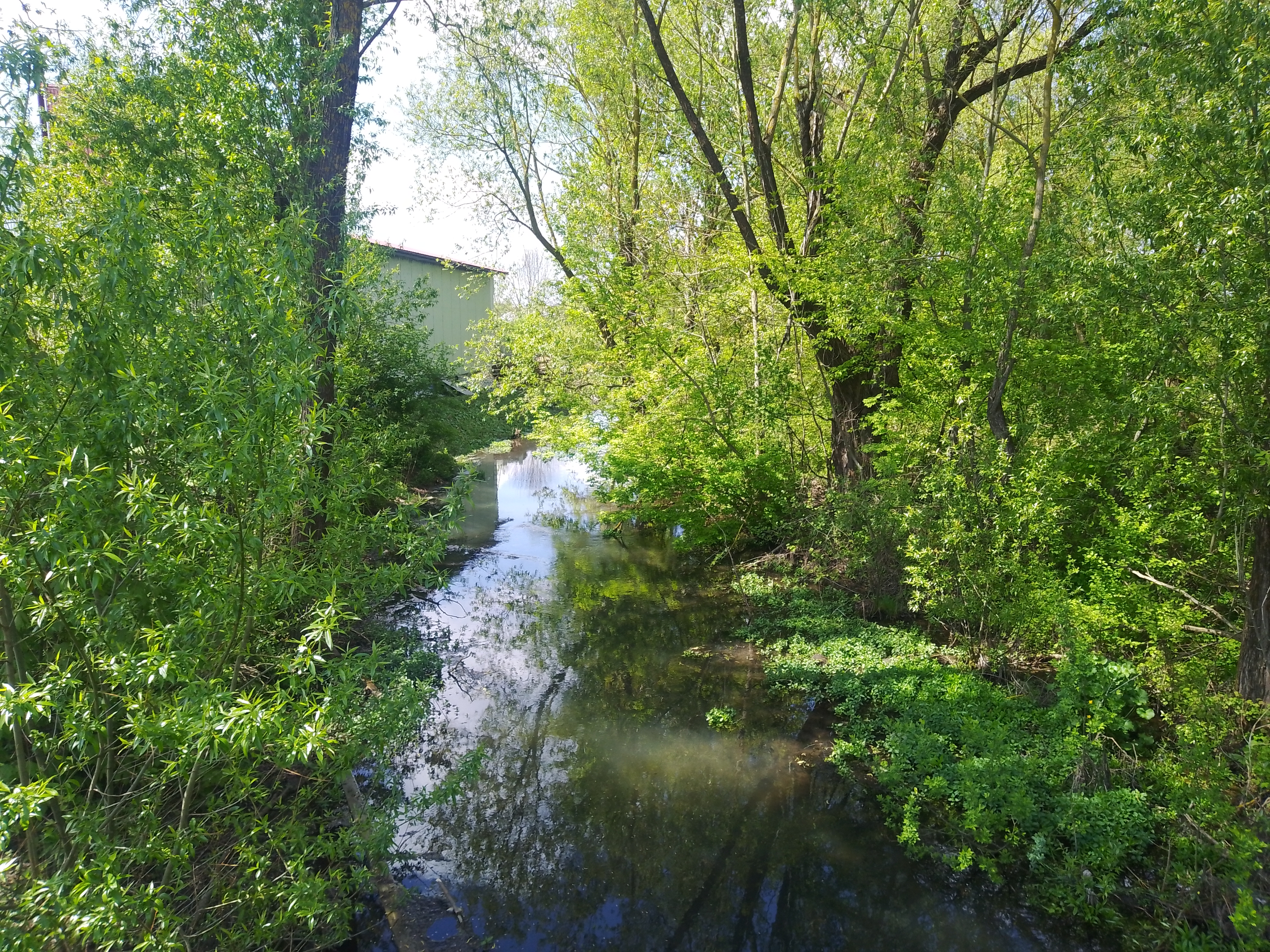
Нестерівка у Великому Глибочку

Не́стерівка — невелика річка в Україні, в Тернопільському районі Тернопільської області. Права притока Серету (басейн Дністра).

## Опис
Довжина 18 км. Річка типово рівнинна. Долина вузька, у пониззі порівняно глибока. Заплава в середній та нижній течії місцями одностороння, заболочена. Річище слабозвивисте. Споруджено кілька ставків. 

## Розташування
Нестерівка бере початок на північний захід від села Нестерівці. Тече переважно на південний схід, у пониззі — місцями на схід. Впадає до Серету між селами Великий Глибочок та Плотича. 
Над річкою розташовані села: 
- Нестерівці,
- Кокутківці,
- Висипівці,
- Серединці,
- Воробіївка,
- Курівці
- Великий Глибочок.

## Цікаві факти
За минулі століття воду річки використовували для сільського господарства (водяні млини, круподерки), та для виробництва сукна (сукнобійки). В сучасний період вода річки іде для зрошення сільськогосподарських угідь (у посушливий літній період), також для домашніх потреб і розводять водоплавну птицю.